# 山本清人
山本 清人（やまもと きよひと、生没年不明）は、日本の医師、医学者。

## 来歴
熊本県に生まれる。熊本県立玉名中学校（現・熊本県立玉名高等学校・附属中学校、1927年卒業）、旧制第五高等学校を経て、九州帝国大学医学部を卒業した。
卒業後は母校である九州帝国大学の研究員となる。他の教授や研究員が太平洋戦争に次々と応召されたため、1942年に講師の身分ながら外科部門の責任者となる。終戦後の1948年に、国立別府病院（現・国立病院機構別府医療センター）に移り、外科部長を経て、院長に就任した。退職後は名誉院長に推された。